# Bob Schoonbroodt
Bob Schoonbroodt (Hoensbroek, Heerlen, 12 de febrer de 1991) és un ciclista neerlandès, professional des del 2010.

## Palmarès
- 2009
  -  Campió dels Països Baixos júnior en contrarellotge
  - 1r a l'Omloop Het Nieuwsblad júnior
- 2014
  - Vencedor d'una etapa a la Volta al llac Taihu